# Gardinovci
Gardinovci (cyr. Гардиновци) – wieś w Serbii, w Wojwodinie, w okręgu południowobackim, w gminie Titel. W 2011 roku liczyła 1297 mieszkańców.